# Джон, Рой
Уи́льям Ро́налд Джон (англ. William Ronald John; 11 мая 1903—1976), более известный как Рой Джон (англ. Roy John) — валлийский футболист, вратарь. Известен по выступлениям за клубы «Суонси Таун», «Уолсолл», «Шеффилд Юнайтед» и «Ньюпорт Каунти», а также за национальную сборную Уэльса.

## Клубная карьера
Уроженец Бритон-Ферри, Джон начал футбольную карьеру в местном клубе «Бритон Ферри Атлетик». В 1927 году стал игроком «Суонси Таун». На тот момент он ещё был полевым игроком, обычно выступая на позиции защитника, однако, по свидетельствам очевидцев, играл на этой позиции «не очень удачно». Затем начал играть на позиции хавбека, где получил репутацию «решительного борца с хорошим ударом». В мае 1928 года покинул «Суонси», не сыграв ни одного матча в основном составе.
В 1928 году стал игроком английского клуба «Уолсолл», поначалу выступая за резервную команду на позиции хавбека. Но после ухода из команды Фреда Биддлстоуна, который перешёл в «Астон Виллу» в январе 1930 года, и травмы второго вратаря «Уолсолла» Джон начал привлекаться к тренировкам в роли вратаря. Он хорошо проявил себя на тренировках и вскоре был назначен основным вратарём «Уолсолла». Провёл в команде четыре сезона, сыграв 93 матча в лиге и Кубке Англии.
В апреле 1932 года перешёл в «Сток Сити». В сезоне 1932/33, сыграв в 40 матчах лиги и 2 кубковых матчах, помог «гончарам» выиграть Второй дивизион. Местные газеты называли его выступления на позиции вратаря «просто блестящими». Однако уже в следующем сезоне, который	 «Сток Сити» проводил в Первом дивизионе, Джон выступал не очень удачно, и летом 1934 года покинул команду.
Проведя шесть месяцев в составе «Престон Норт Энд» и не сыграв за клуб ни одного официального матча, в декабре 1934 года Джон перешёл в «Шеффилд Юнайтед» за 1250 фунтов стерлингов. За два сезона в составе «клинков» сыграл 29 матчей в лиге и ещё 2 матча в Кубке Англии.
В июне 1936 года перешёл в «Манчестер Юнайтед» за 600 фунтов стерлингов. Дебютировал за «Юнайтед» в первом матче сезона 1936/37, игре Первого дивизиона против «Вулверхэмптон Уондерерс» на стадионе «Олд Траффорд» 29 августа 1936 года. Был основным вратарём команды в начале того сезона, сыграв 15 стартовых матчей в лиге. Однако после двух неудачных игр в ноябре, в которых он пропустил 11 мячей (14 ноября в матче с «Гримсби Таун» «Юнайтед» проиграл со счётом 2:6, а 21 ноября в матче с «Ливерпулем» проиграл со счётом 2:5) Джон потерял место в основном составе, а позицию вратаря клуба занял североирландец Томми Брин.
В 1937 году стал игроком валлийского клуба «Ньюпорт Каунти», где выступал на протяжении четырёх месяцев. Провёл за команду 10 матчей в рамках Третьего южного дивизиона.
В том же 1937 году перешёл в другой валлийский клуб «Суонси Таун», выступавший во Втором дивизионе Футбольной лиги. В 1938 году помог команде дойти до финала Кубка Уэльса, в котором «Суонси» проиграл английскому «Шрусбери Таун» в переигровке. Джон провёл за «Суонси Таун» 41 матч в рамках официальных английских турниров, после чего соревнования были приостановлены в связи с началом войны. В ноябре 1939 года Рой Джон официально завершил карьеру, после чего стал управляющим отеля.
В военное время в качестве гостевого игрока сыграл за несколько клубов с северо-запада Англии, включая «Саутпорт». В сентябре 1942 года сыграл за Уэльс в матче против Королевских ВВС.

## Карьера в сборной
22 апреля 1931 года дебютировал в составе национальной сборной Уэльса в матче Домашнего чемпионата Британии против сборной Ирландии, который завершился победой валлийцев со счётом 3:2.
Всего за сборную провёл 14 матчей с 1931 по 1938 год. Дважды (в 1933 и 1934 году) помог сборной Уэльса выиграть Домашний чемпионат Британии.

## Статистика выступлений

### Клубная карьера
| Клуб              | Сезон            | Лига | Лига | Кубок | Кубок | Итого | Итого |
| Клуб              | Сезон            | Игры | Голы | Игры  | Голы  | Игры  | Голы  |
| ----------------- | ---------------- | ---- | ---- | ----- | ----- | ----- | ----- |
| Уолсолл           | 1928/29          | 4    | 0    | 0     | 0     | 4     | 0     |
| Уолсолл           | 1929/30          | 10   | 0    | 0     | 0     | 10    | 0     |
| Уолсолл           | 1930/31          | 37   | 0    | 4     | 0     | 41    | 0     |
| Уолсолл           | 1931/32          | 37   | 0    | 1     | 0     | 38    | 0     |
| Уолсолл           | Итого            | 88   | 0    | 5     | 0     | 93    | 0     |
| Сток Сити         | 1931/32          | 1    | 0    | 0     | 0     | 1     | 0     |
| Сток Сити         | 1932/33          | 40   | 0    | 2     | 0     | 42    | 0     |
| Сток Сити         | 1933/34          | 30   | 0    | 3     | 0     | 33    | 0     |
| Сток Сити         | Итого            | 71   | 0    | 5     | 0     | 76    | 0     |
| Престон Норт Энд  | 1934/35          | 0    | 0    | 0     | 0     | 0     | 0     |
| Престон Норт Энд  | Итого            | 0    | 0    | 0     | 0     | 0     | 0     |
| Шеффилд Юнайтед   | 1934/35          | 22   | 0    | 2     | 0     | 24    | 0     |
| Шеффилд Юнайтед   | 1935/36          | 7    | 0    | 0     | 0     | 7     | 0     |
| Шеффилд Юнайтед   | Итого            | 29   | 0    | 2     | 0     | 31    | 0     |
| Манчестер Юнайтед | 1936/37          | 15   | 0    | 0     | 0     | 15    | 0     |
| Манчестер Юнайтед | Итого            | 15   | 0    | 0     | 0     | 15    | 0     |
| Ньюпорт Каунти    | 1936/37          | 10   | 0    | 0     | 0     | 10    | 0     |
| Ньюпорт Каунти    | Итого            | 10   | 0    | 0     | 0     | 10    | 0     |
| Суонси Сити       | 1937/38          | 17   | 0    | 0     | 0     | 17    | 0     |
| Суонси Сити       | 1938/39          | 23   | 0    | 1     | 0     | 24    | 0     |
| Суонси Сити       | Итого            | 40   | 0    | 1     | 0     | 41    | 0     |
| Всего за карьеру  | Всего за карьеру | 253  | 0    | 13    | 0     | 266   | 0     |

### Национальная сборная
| Команда | Год   | Игры | Пропущено | Сухие |
| ------- | ----- | ---- | --------- | ----- |
| Уэльс   | 1931  | 1    | 2         | 0     |
| Уэльс   | 1932  | 3    | 3         | 1     |
| Уэльс   | 1933  | 3    | 4         | 0     |
| Уэльс   | 1934  | 2    | 7         | 0     |
| Уэльс   | 1935  | 1    | 1         | 0     |
| Уэльс   | 1936  | 2    | 4         | 0     |
| Уэльс   | 1938  | 2    | 5         | 0     |
| Итого   | Итого | 14   | 26        | 1     |

## Достижения
Сток Сити
- Победитель Второго дивизиона: 1932/33

Суонси Таун
- Финалист Кубка Уэльса: 1938

Сборная Уэльса
- Победитель Домашнего чемпионата Британии (2): 1933, 1934